# موتور مراد عبداللهی
موتور مراد عبداللهی یک منطقهٔ مسکونی در ایران است که در دهستان دلگان واقع شده‌است. موتور مراد عبداللهی ۷۵ نفر جمعیت دارد.